# Gothiscandza
Gothiscandza, enligt den romersk-gotiske författaren  Jordanes en ort som kan ha varit belägen vid södra östersjökusten (i nuvarande Polen). 
Orten är uppkallad efter goterna som ska ha anlänt till platsen efter deras av Jordanes påstådda utvandring från Skandinavien, antingen från Götaland eller Gotland under tiden kring vår tideräknings början. Denna utvandring får möjligen ett visst stöd av Gutasagan. Från Gothiscanza  där den arkeologiska Wielbarkkulturen finns, ska goterna senare ha vandrat söderut mot norra Svartahavskusten, där senare deras kung Ermanarik grundade ett rike. Enligt vissa forskare kan de senare och moderna polska ortnamnen Gdańsk (ty. Danzig) och Gdynia härledas etymologiskt från namnet Gothiscanza.
Enligt Jordanes utvandrade goterna från Scandza (Skandinavien) under ledning av kung Berig till den södra östersjökusten, alltså nuvarande nordöstra Polen. Men här stötte goterna på rugierna, ett annat germanfolk som hade invandrat tidigare till dessa landområden. Goterna kom i konflikt med rugierna, men lyckades fördriva dem från deras boplatser.

## Arkeologi
Under 1:a århundradet e. Kr. etablerades en ny arkeologisk kultur upp vid mynningen av Wisla. Kulturen kallas Wielbarkkulturen som ersatte den tidigare lokala Oksywiekulturen.  Skandinaviskt inflytande i området under första århundradet e.Kr kan påvisas genom skandinaviska begravningar enligt skandinaviska traditioner främst av stencirklar (domarringar) och resta stenar (bautastenar). Samtidigt började man använda kroppsbegravning blandat med kremationer som tidigare varit allenarådande. Introduktionen av dessa skandinaviska gravtraditioner pekar på direkta kontakter mellan områdena.

## Etymologi
En tolkning av Gothiscandza är att det är en latiniserad form av det gotiska gutisk-an[d]ja, "gotiskt slut (eller gräns)", eftersom goternas territorium sträckte sig hit. En annan tolkning är att an[d]ja betyder "udde" så att hela ordet betyder "gotisk halvö". Det är också möjligt att ordet är en produkt av en sammanblandning av orden gotisk och skandinavisk.  Herwig Wolfram nämner "gotisk kust" och "gotisk skandia" men föredrar det senare, eftersom han anser att det förra är "språkligt tvivelaktigt"-